# 三单乡
三单（shàn）乡，中国浙江省金华市东阳市下辖的一个乡。

## 辖区
该乡辖有：	搭勾村、前田村、中村、山背村、金航村、大蟠溪村、华孙村、善部坑村、三单村、钱溪村、青溪村、下西楼村、华阳村、玉溪村、阁溪村、